# Савойская Испания
Правление Амадео I было первой в истории Испании попыткой на практике установить парламентскую форму монархии. Продлившись всего два года (с 2 января 1871 года по 10 февраля 1873 года), завершилось отречением короля и провозглашением республиканского строя.

## История
После того, как испанская революция 1868 года свергла королеву Изабеллу II, учредительные кортесы решили восстановить монархию во главе с новой династией. 16 ноября 1870 года Амадей Герцог аостский (по отцовской линии потомок короля Испании Филиппа II, а по материнской линии потомок короля Испании Карла III) был избран королем Амадео I. 2 января 1871 года он торжественно поклялся соблюдать конституцию Испании.

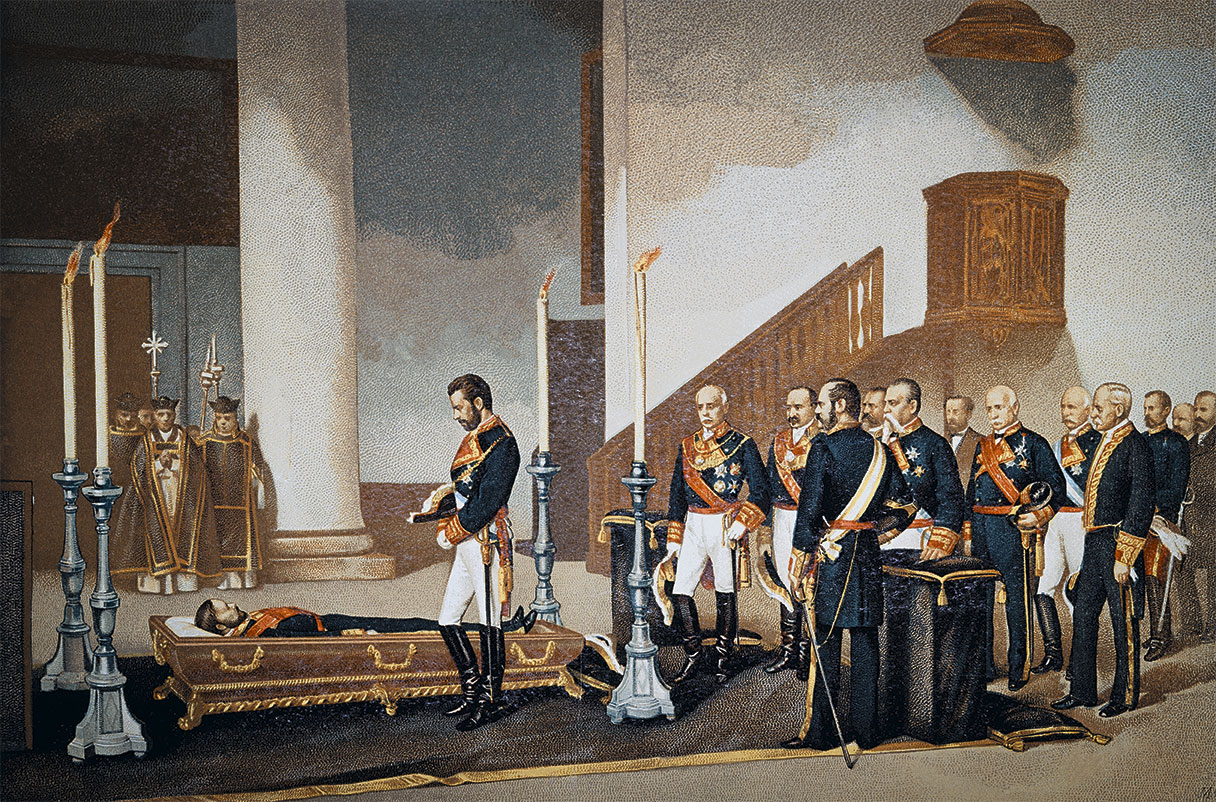

Избрание нового короля совпало с убийством генерала Хуана Прима, его главного сторонника. После этого новоизбранному монарху пришлось столкнуться с трудностями в Испании: с нестабильной испанской политикой, республиканскими заговорами, восстаниями карлистов, сепаратизмом на Кубе, партийными спорами, беглыми правительствами и попытками убийства.

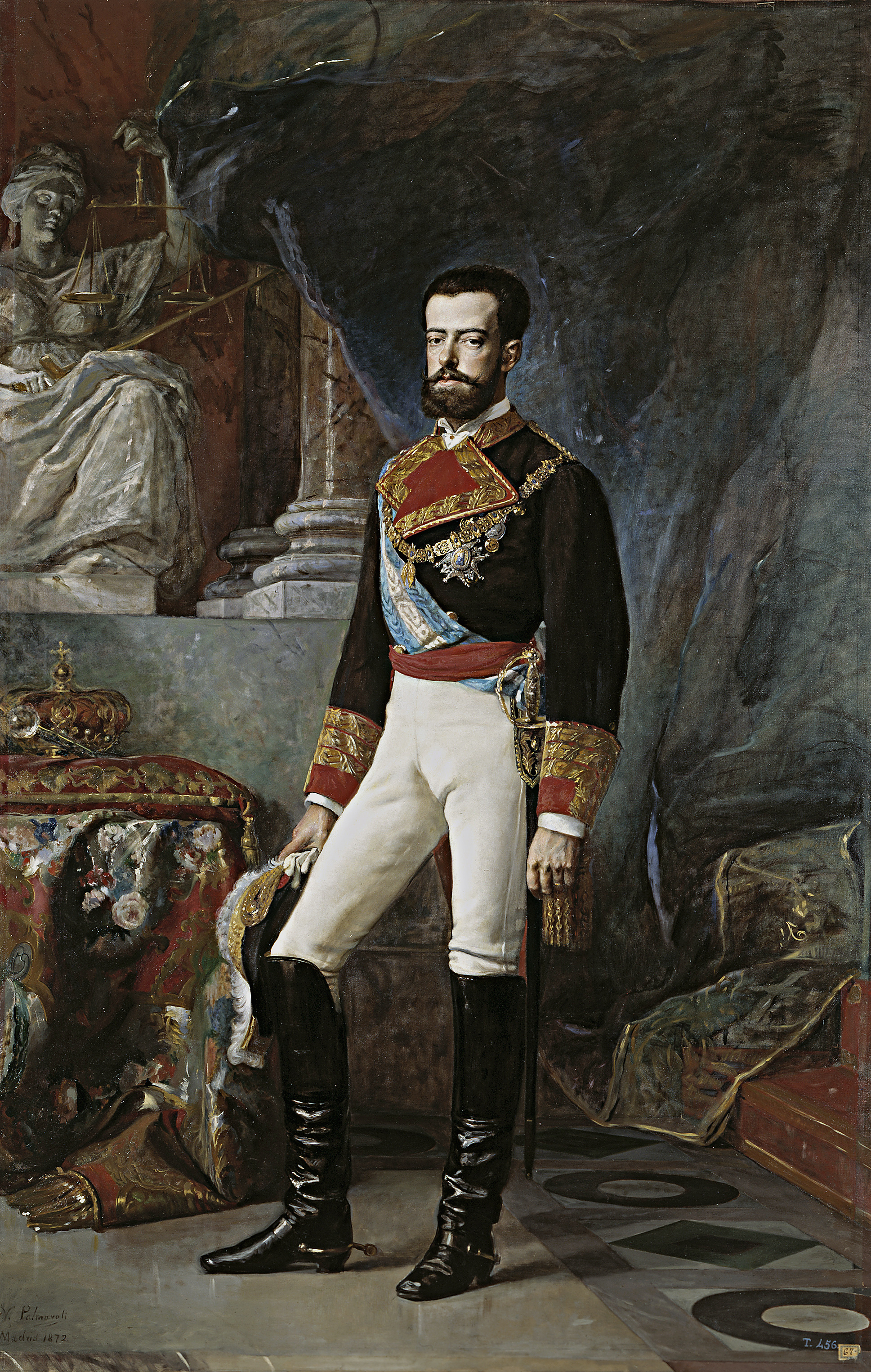
Король Испании Амадей I

Король Амадей мог рассчитывать только на поддержку прогрессивной партии, лидеры которой торговались в правительстве благодаря парламентскому большинству и фальсификациями на выборах. Прогрессисты разделились на монархистов и конституционалистов, что усугубило нестабильность, и в 1872 году бурный всплеск межпартийных конфликтов достиг своего апогея. Произошло восстание карлистов в баскском и каталонском регионах, а после этого в городах по всей стране произошли республиканские восстания. Артиллерийский корпус армии объявил забастовку, и правительство поручило королю дисциплинировать их.
Хотя 18 августа 1872 года его предупредили о заговоре против его жизни, он отказался принять меры предосторожности и, возвращаясь из парка Буэн-Ретиро в Мадрид в компании с королевой, неоднократно подвергался обстрелу. В королевскую карету попало несколько револьверных и винтовочных пуль, лошади были ранены, но ее пассажиры остались невредимыми. За событием последовал период затишья. 
Имея возможность править без народной поддержки, 11 февраля 1873 года Амадей I отрекся от испанского престола. В десять часов ночи того же дня Испания была провозглашена республикой.